# ایام هاء
در تقویم بهائی هر سال شامل ۱۹ ماه ، و هر ماه ۱۹ روز است. در این بین ۴ یا در سالهای کبیسه ۵ روز اضافه می‌آید که ایام « هاء » نام گرفته‌است. «هاء » یا همان "ه" در حروف ابجد شماره ۵ را دارد که همان نهایت تعداد این روزها است. ضمن اینکه در دین بهائی حرف "ه" از اسرار و رموز خاصی بر خوردار است.
ایام « هاء » دقیقاً قبل از ماه روزه در دین بهائی قرار دارد.این ایام که بین ماه هیجدهم و نوزدهم قرار گرفته ، اختصاص به جشن و سرور دارد.